# Carolina Cannonball
Carolina Cannonball este un film de comedie american din 1955, regizat de Charles Lamont.

## Distribuție
- Judy Canova — Herself
- Andy Clyde — Grandpa Rutherford Canova
- Ross Elliott — Don Mack
- Sig Ruman — Stefan
- Leon Askin — Otto
- Jack Kruschen — Hogar
- Frank Wilcox — Professor
- Emil Sitka — Technician